# Малый Кадам
Малый Кадам (мар. Изи Кодам) — деревня в Советском районе Республики Марий Эл. Входит в состав Кужмаринского сельского поселения.

## География
Находится в центральной части республики Марий Эл на расстоянии приблизительно 16 км по прямой на север-северо-запад от районного центра посёлка Советский.

## История
Известна с 1891 года, когда здесь в 54 дворах проживали 336 человек, по национальности мари В 1922 году в деревне насчитывалось 77 дворов, в которых проживали 390 человек. В 1955 году в деревне было 65 домов и проживали 296 человек. В 2002 году число жилых домов уменьшилось до 42. В советское время работали колхозы «Марий Октябрь» и имени Кирова.

## Население
Население составляло 120 человека (мари 98 %) в 2002 году, 98 в 2010.